# نیپون استیل

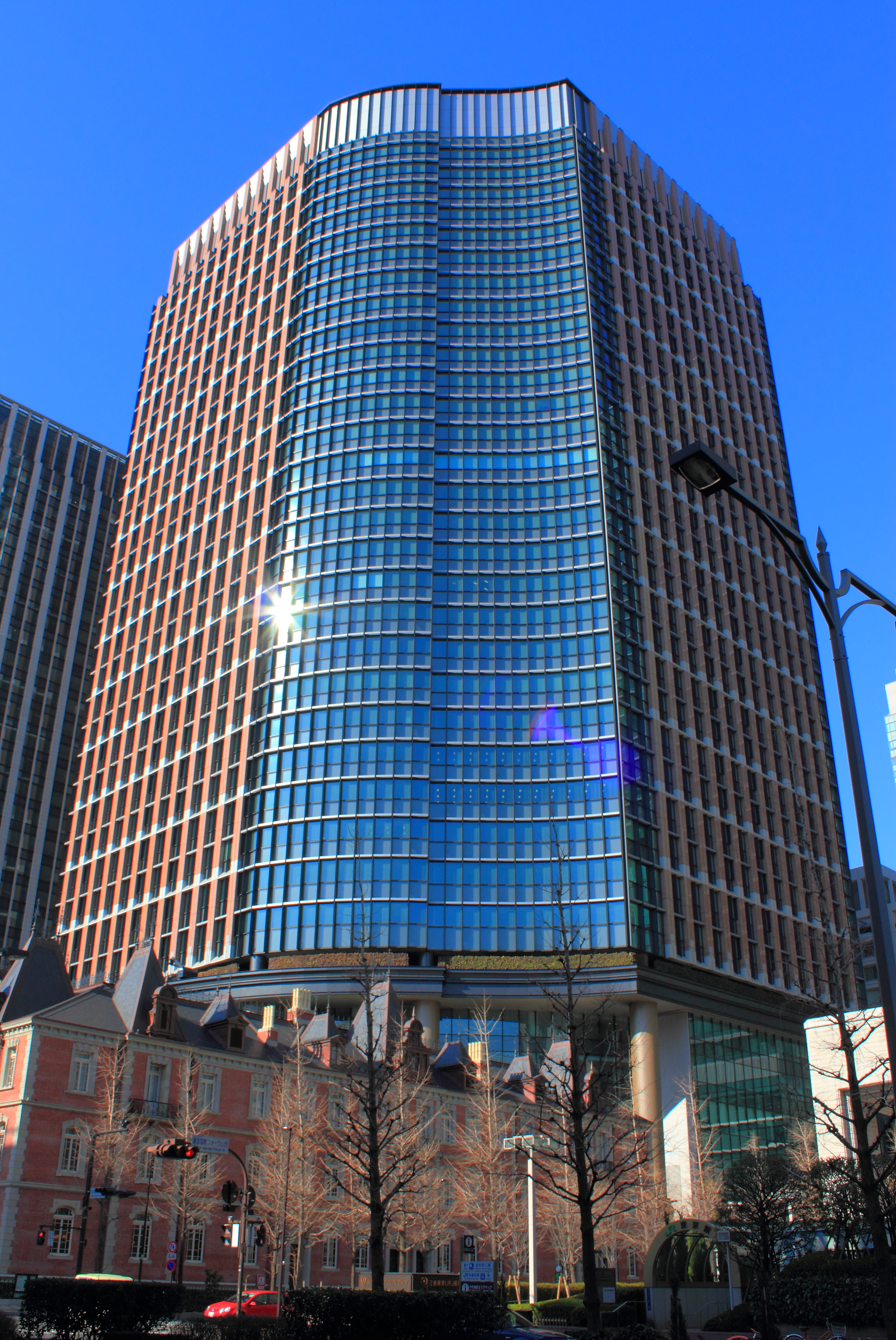
ساختمان مرکزی نیپون استیل، در توکیو

نیپون استیل (به ژاپنی: 新日本製鐵株式會社) شرکت فولاد ژاپنی است، که با نام شینیتتسو نیز شناخته می‌شود. این شرکت در سال ۱۹۵۰ تأسیس شد و در ۱۹۷۰ با شرکت سومیتومو متال ادغام گردید. 
شرکت نیپون استیل هم‌اکنون به‌عنوان دومین تولیدکننده بزرگ فولاد جهان شناخته می‌شود. دفتر مرکزی این شرکت در شهر توکیو، ژاپن قرار دارد و بخشی از سهام آن در بازار بورس توکیو معامله می‌شود.